# OK Cowboy
OK Cowboy är Vitalics debutalbum från 2005.

## Låtlista
1. "Polkamatic" – 1:52
2. "Poney Part 1" – 5:22
3. "My Friend Dario" – 3:37
4. "Wooo" – 3:52
5. "La Rock 01" – 5:25
6. "The Past" – 4:27
7. "No Fun" – 3:36
8. "Poney Part 2" – 5:12
9. "Repair Machines" – 3:45
10. "Newman" – 4:50
11. "Trahison" – 4:31
12. "U And I" – 3:39
13. "Valletta Fanfares" – 2:24
14. "One Billion Dollar Studio" – 1:23